# Politics of existing
Politics of existing is een studioalbum van Sad Café. Opnamen vonden plaats in drie studios, Herne Place in Ascot (Berkshire), Maison Rouge Studios te Londen en Revolution. Het album liet geen lijst van bandleden meer zien, er werd een lijst met musici gegeven, die meespeelden. De nummers Keep us together  en Heart dateren uit 1983 en 1984 en werden opgenomen door de "oude" Sad Café (Young, Wilson, Mehir, Tong, Emerson, Lenni, Irving). Die nummers werden respectievelijk geproduceerd door John Punter en Steve Glenn.

## Musici
Rutherford en Carrack zijn afkomstig uit Mike and the Mechanics:
- zang - Paul Young
- gitaar: Ian Wilson, Nico Ramsden, Mike Rutherford
- basgitaar – Des Tong
- slagwerk: Jeff Seopardi
- percussie: Martin Ditcham
- saxofoon – Mel Collins
- trompet, flugelhorn – Stuart Cooper
- trombone – Reg Cooper
- toetsinstrumenten – Danny Schogger
- achtergrondzang: Paul Young, Ian Wilson, Andy Kane, Paul Carrack, Mary Cassidy

Met
- Mike Hehir – gitaar (tracks 8,9)
- Vic Emerson – toetsinstrumenten (tracks 8,9)
- Dave Irving (slagwerk (track 8,9)
- Lenni – saxofoon (track 8)

## Muziek
| Nr. | Titel                                      | Duur |
| --- | ------------------------------------------ | ---- |
| 1.  | I didn’t want you (Wilson, Young, Emerson) | 3:25 |
| 2.  | Midnite (Wilson)                           | 3:32 |
| 3.  | Tryin’ to reach you (Wilson, Young)        | 3:34 |
| 4.  | Saving grace (Wilson)                      | 4:04 |
| 5.  | Clocks (Young)                             | 4:32 |
| 6.  | Refugees (Seopardi)                        | 4:31 |
| 7.  | Only love (Young)                          | 4:06 |
| 8.  | Keep us together (Emerson, Young)          | 4:12 |
| 9.  | Heart (Sue Quinn)                          | 3:55 |
| 10. | China seize (Young, Wilson)                | 6:27 |

Keep us together, Heart, Refugees en Only love verschenen op single, maar verschenen niet in hitparades.